# A6 (cohete)
A6 fue el nombre dado a un cohete alemán reusable diseñado en 1934 por un equipo dirigido por Wernher von Braun. Nunca llegó a la fase de producción. Se trataba en realidad de una versión del A5 que utilizaba propelentes distintos. También se denominó A6 a una versión del A9 pilotada y que habría utilizado un motor ramjet.
El A6 tripulado (monoplaza) fue diseñado para extender el alcance del A4b mediante el uso de un motor ramjet durante la etapa de crucero. Fue propuesto como aeronave de reconocimiento al Ministerio del Aire alemán. El cohete habría acelerado hasta una velocidad supersónica y habría alcanzado un apogeo de 95 km. El motor ramjet se habría puesto en marcha después de la reentrada en la atmósfera para iniciar la fase de planeo. Habría proporcionado entre 15 y 20 minutos de vuelo a 2900 km/h usando gasolina sintética o una mezcla líquida de carbón, lo que le permitiría regresar a base, a diferencia del A4b. La cabina estaría presurizada y el lanzamiento sería vertical, aunque aterrizaría horizontalmente usando un paracaídas de frenado y el correspondiente tren de aterrizaje.
El Ministerio del Aire no encontró utilidad al proyecto, por lo que fue rechazado y abandonado. Sin embargo, después de la guerra, la Unión Soviética y los Estados Unidos desarrollaron la idea pero descartando un cohete tripulado, dando origen a los misiles Buran soviético y Navaho estadounidense.

## Características
- Empuje: 123.000 kN
- Diámetro: 6,33 m
- Longitud: 15,75 m